# Kwan Shan
Kwan Shan (chinesisch 關山 / 关山, Pinyin Guān Shān, Jyutping Gwaan1 Saan1; * 12. April 1933 in Shenyang, Mandschukuo; † 1. Oktober 2012) war ein chinesischer Schauspieler, Regisseur und Filmproduzent. Kwan spielte oftmals romantische Hauptdarsteller der hochchinesischen Filmen aus Hongkong in den sechziger Jahren. Er erschien auch in mehreren Shaw-Brothers-Filmen und in Jackie Chans Police Story 2.

## Leben und Tod
Kwan wurde in Shenyang im damaligen japanischen Marionettenstaat Mandschukuo im Nordwesten Chinas geboren und zog später nach Hongkong. Er war der Vater der Schauspielerin Rosamund Kwan und Ehemann der Shanghaier Schauspielerin Cheung Bing Sai (張冰茜,  Zhāng Bīngxī, Jyutping Zoeng1 Bing1sin3). Die beiden heirateten 1959, hatten zwei Kinder und ließen sich 1982 scheiden.
Er starb am 11. Oktober 2012 mit 79 Jahren an Lungenkrebs. Seine Beerdigung fand im Hong Kong Funeral Home statt.

## Filmografie (Auswahl)
- 1986: Shanghai Police – Die wüsteste Truppe der Welt (富貴列車)
- 1987: City Wolf II – Abrechnung auf Raten (英雄本色 II)
- 1988: Police Story 2 (警察故事續集)
- 1993: Executioners (現代豪俠傳)